# Otto Hasse
Pour les articles homonymes, voir Hasse.
Otto Hasse (né le 21 juin 1871 à Schlawe et mort le 28 septembre 1942 à Berlin-Grunewald) est un général d'infanterie allemand et de 1922 à 1925 chef du bureau des troupes de la Reichswehr.

## Biographie
Hasse démissionne le 1er septembre 1890 en tant que porte-drapeau dans le 46e régiment d'infanterie de l'armée prussienne à Posen. Avant la Première Guerre mondiale, il sert dans le Grand État-Major et est utilisé pour l'inspection du trafic militaire. Pendant la guerre, il sert dans plusieurs états-majors. Le 12 mai 1918, il reçoit les feuilles de chêne de l'ordre Pour le Mérite pour son travail en tant que chef d'état-major général du 10e corps de réserve à la bataille de Kemmel. De 1918 à la fin de l'année, il est chef d'état-major de la 1re armée.
Il est accepté dans la Reichswehr et transféré au ministère de la Défense du Reich. En 1922, il est nommé chef du bureau des troupes (TA). Promu major général en février 1923. En tant que chef de l'AT, il séjourne à Moscou en 1923 pour les accords secrets sur le traité de Rapallo avec l'Union soviétique concernant la coopération entre la Reichswehr et l'Armée rouge. En 1926, en tant que lieutenant général, il est nommé commandant de la 3e division et en même temps commandant dans le 3e district militaire. Hasse est promu général d'infanterie le 1er avril 1929 nommé commandant en chef du commandement du groupe I à Berlin. En 1932, il prend sa retraite du service actif.
Hasse se marie le 29 octobre 1903 avec Anna von Keizer (née en 1873) à Berlin. Elle était la fille du lieutenant-général prussien Karl von Keizer (1843-1929) et la sœur du major général du même nom Karl von Keizer (de) (1871-1929).
Il est enterré au cimetière des Invalides de Berlin. Sa tombe est conservée.

## Récompenses
- Croix de fer (1914) de 2e et 1re classe[2]
- Croix de chevalier de l'ordre royal de Hohenzollern avec épées[2]
- Ordre de l'Aigle rouge de 4e classe avec couronne[2]
- Croix de récompense de service prussien[2]
- Ordre bavarois du mérite militaire de 3e classe avec épées et couronne[2]
- Croix d'officier de l'Ordre d'Albert avec épées et couronne[2]
- Croix hanséatique de Hambourg[2]
- Croix pour services rendus pendant la guerre[2]